# Carignan (Québec)
Pour les articles homonymes, voir Carignan.
Carignan est une municipalité du Québec (Canada) qui entoure la ville de Chambly sur la rive-sud de Montréal en Montérégie.

## Toponymie
La municipalité de la paroisse Saint-Joseph-de-Chambly adopte le nom de Carignan en 1965 en l'honneur du célèbre Régiment de Carignan-Salières, soit vingt-quatre compagnies envoyées en Nouvelle-France pour défendre la colonie, qui tenait son nom de la famille de Savoie, prince de Carignan (francisation du toponyme italien Carignano dans la province de Turin).

## Histoire
En 1665 les soldats du régiment Carignan-Salières érigent un premier fort de pieux appelé fort Saint-Louis aux pieds des rapides du bassin de Chambly. Le territoire situé autour du bassin porte le nom de Chambly jusqu'au milieu du XIXe siècle. En 1855, la partie rurale du territoire prend le nom de municipalité de la paroisse Saint-Joseph-de-Chambly.

## Géographie
Elle est composée de petits îlots urbains entourés de terres agricoles où l'on cultive principalement du maïs, du blé et du soja.  Fait peu commun, la municipalité est coupée (à l'est et à l'ouest) par la ville de Chambly en deux portions non-contiguës : il existe une discontinuité de 1,8 km sur le chemin de la Grande-Ligne et de 3 km par la rivière Richelieu.
La rivière l'Acadie traverse la municipalité du sud-ouest vers le nord-est où elle en délimite le territoire jusqu'à sa confluence avec la rivière Richelieu à la décharge du bassin de Chambly en face de l'île Goyer (anciennement Grande Isle). On y retrouve également l'île Demers et l'île Aux Lièvres.

## Démographie

### Population
| 1991  | 1996  | 2001  | 2006  | 2011  | 2016  | 2021   |
| ----- | ----- | ----- | ----- | ----- | ----- | ------ |
| 5 386 | 5 614 | 5 915 | 7 426 | 7 966 | 9 462 | 11 740 |

### Langue
| Langue              | Population | Pct (%) |
| ------------------- | ---------- | ------- |
| Français seulement  | 6 680      | 90,09 % |
| Anglais seulement   | 410        | 5,53 %  |
| Français et anglais | 110        | 1,48 %  |
| Autres langues      | 215        | 2,90 %  |

## Administration
| Période                                  | Période  | Identité             | Étiquette             | Qualité |
| ---------------------------------------- | -------- | -------------------- | --------------------- | ------- |
| 2017                                     | En cours | Patrick Marquès      | Pro-Citoyens          |         |
| 2013                                     | 2017     | René Fournier        | Avantage citoyen      |         |
| 2009                                     | 2013     | Louise Lavigne       | Équipe Louise Lavigne |         |
| 2005                                     | 2009     | Jean-Guy Legendre    |                       |         |
| 1999                                     | 2005     | Jocelyne Lecavalier  |                       |         |
| 1991                                     | 1999     | Renée Legendre       |                       |         |
| 1987                                     | 1991     | Paul-André Perreault |                       |         |
| 1983                                     | 1987     | Yves Ménard          |                       |         |
| 1972                                     | 1983     | Jean-Charles Marcil  |                       |         |
| 1971                                     | 1972     | René Beaudry         |                       |         |
| 1959                                     | 1971     | Gérard Brunelle      |                       |         |
| Les données manquantes sont à compléter. |          |                      |                       |         |

| Carignan Maires depuis 2003                                                                                          |                     |                      |          |
| Élection | Maire               | Qualité              | Résultat |
| 2003 | Jocelyne Lecavalier | Mairesse depuis 1999 | Voir     |
| 2005 | Jean-Guy Legendre   |                      | Voir     |
| 2009 | Louise Lavigne      |                      | Voir     |
| 2013 | René Fournier       |                      | Voir     |
| 2017 | Patrick Marquès     |                      | Voir     |
| 2021 | Patrick Marquès     | Voir                 |          |
| Élection partielle en italique Depuis 2005, les élections sont simultanées dans toutes les municipalités québécoises |                     |                      |          |

## Économie
La ville de Carignan est dotée d'un centre commercial, en remplacement du marché au puces.

## Patrimoine
Il existe une concentration de bâtiments historiques à Chambly alors qu’ils sont présents avec parcimonie le long de la rivière l'Acadie qui traverse les terres de Carignan. L’exception à la règle est le village historique où l’on retrouve une collection de maisons patrimoniales venues trouver refuge pour être épargnées de la destruction, dont la maison Hubert-Lacroix. C’était au début des années 1960 alors qu’on se préparait pour Expo 67 mais cet effort s’est arrêté en 1965, la même année où la paroisse adoptait son nouveau nom.